# Tikhonravov (cráter)
Tikhonravov es un cráter de impacto de grandes proporciones del planeta Marte situado al sur del cráter Cassini, al suroeste de Schöner, al norte de Janssen, al este de Arago y al sureste de Pasteur, a 13.5° norte y 324.2º oeste. El impacto causó un boquete de 386 kilómetros de diámetro. El nombre fue aprobado en 1985 por la Unión Astronómica Internacional, en honor al científico ruso Mikhail Klavdievich Tikhonravov (1900-1974).